# OGLE-2005-BLG-390Lb
OGLE-2005-BLG-390Lb er en extrasolar planet også kaldet en exoplanet, der kredser om stjernen OGLE-2005-BLG-390L i stjernebilledet Skorpionen på den nordlige himmelkugle ca. 20.000 lysår ind mod midten af Mælkevejen.
Med en diameter på ca. 1,5 gange Jordens er exoplaneten tillige en super-jord. Men planetsystemets stjerne, OGLE-2005-BLG-390L, der med stor sandsynlighed er en rød dværg, har kun en femtedel af Solens diameter, og med en anslået temperatur på -220 grader Celsius anses OGLE-2005-BLG-390Lb for at være den koldeste exoplanet, der endnu er opdaget.
Uffe Gråe Jørgensen fra Niels Bohr Institutet har på det danske observatorium i Chile ledet de observationer som har resulteret i denne opdagelse.

## Eksterne links
Video News Release 16: It's Far, It's Small, It's Cool: It's an Icy Exoplanet! (eso0603a) set 12.03.2013
| Astronomi | Spire Denne artikel om astronomi er en spire som bør udbygges. Du er velkommen til at hjælpe Wikipedia ved at udvide den. |